# Göynücek
Göynücek ist eine Stadt und ein Landkreis der türkischen Provinz Amasya. Der Ort liegt etwa 40 Kilometer südwestlich der Provinzhauptstadt Amasya. Die Kreisstadt ist durch eine Landstraße mit Amasya im Nordosten und mit Ortaköy im Südwesten verbunden. Die Kreisstadt beherbergt etwa 48 Prozent der Kreisbevölkerung.
Der Landkreis liegt im Süden der Provinz. Er grenzt im Norden an den zentralen Landkreis, im Südosten an die Provinz Tokat, im Süden an die Provinz Yozgat und im Westen an die Provinz Çorum. Etwas parallel dazu fließt der Çekerek Çayı, der weiter nördlich, kurz vor Amasya, in den Yeşilırmak mündet. Etwa zwölf Kilometer östlich der Kreisstadt liegt der See Gediksaray Göleti. Durch den Nordwesten des Kreises zieht sich der Bergzug Kırlar Dağı, durch den Südosten der Karadağ.
Der Landkreis bestand bereits zwischen 1922 und 1926 und kam dann zum zentralen Kreis Amasya. Durch das Gesetz vom 4. März 1954 (Nr. 6324) wurde er am 1. Juni des gleichen Jahres als eigenständiger İlçe gebildet. Neben der Kreisstadt besteht er aus 38 Dörfern (Köy), von denen zwölf mehr Einwohner als der Durchschnitt (141 Einw.) haben. Die Einwohnerzahlen reichen von 710 (Damlaçimen) herunter bis auf 19. Der Anteil der Landbevölkerung liegt bei etwa 52 Prozent. Der Landkreis Göynücek hat die niedrigste Bevölkerungsdichte der Provinz, nämlich 17 Einwohner je km².

## Persönlichkeiten
- Muhammed Demirci, Fußballspieler